# CodePlex
CodePlex era un sito web di Microsoft a registrazione opzionale e gratuita che forniva lo spazio e gli strumenti per la gestione di progetti software a codice aperto e collaborativi.
Le funzionalità messe a disposizione includevano pagine wiki, controllo sorgenti basato su Mercurial, Team Foundation Server (TFS), Subversion o Git, forum di discussione, tracciatura richieste, project tagging, supporto RSS, statistiche e gestione rilasci (era supportata anche la tecnologia di rilascio ClickOnce).
I progetti ospitati su CodePlex sono di varia natura ed includono SQL Server, WPF e Windows Forms. Il più importante progetto nato in seno a CodePlex è AJAX Control Toolkit e nasce dalla collaborazione fra la community e Microsoft.
Il giorno 31 marzo 2017 è stata annunciata la chiusura della piattaforma con decorrenza 15 dicembre 2017.